# Запольські (шляхта)
Запольські — польські та українські шляхетські роди часів Речі Посполитої. Також шляхетські роди часів Російської імперії. 
Не плутати з хорватсько-угорським князівським і королівським родом Запольських.

## Історія
В Речі Посполитій, на землях України, Білорусі, Польщі існувала низка аристократичних родів різного походження, що мала прізвище Запольські. 
Відомо як мінімум три шляхетських гілки Запольських (пол. Zapolski), гербів Побог, Огончик і Кораб, що сягають XV-XVI століть. 
Предки Михайла та Федора, синів Данила Запольського, виїхали з Речі Посполитої до Московії у другій половині XVI ст. Де їх рід було внесено до Оксамитової книги.
Після розділів Речі Посполитої та приєднання українських земель до Російської імперії, у ХІХ столітті представники різних родів Запольських було внесено до Списків дворянських родів Київської, Чернігівської, Волинської, Мінської та інших губерній.
Спорідненою гілкою Запольських був шляхетський рід Довнар-Запольських. 

## Герби
Різні шляхетські роди Запольських відносились до гербів Побог, Огончик і Кораб. Також свій герб мали хорватсько-угорський рід Запольських

Герб Побог
Герб Огоньчик
Герб Корабль
Герб Запольських